# Ервін Яскульський
Ервін Яскульський (англ. Erwin Jaskulski; 24 вересня 1902, Чернівці, Австро-Угорщина — 10 березня 2006, Гонолулу, США) — американський легкоатлет українського походження.

## Біографія
Народився 1902 року в Чернівцях. Згодом переїхав до США, де працював бухгалтером та контролером на телебаченні Гонолулу.
Встановив світові рекорди з бігу на 100, 200 та 400 метрів серед спортсменів старших 95, 99 та 100 років. Рекорд на 100 метрів серед спортсменів старших 100 років встановив 2002 року, пробігши дистанцію за 36,19 секунд. Однак згодом це досягнення було побито Філіпом Рабіновіцом, який подолав 100 метрів за 30,86 секунд. Тренувався Яскульський самостійно, бігаючи по сходах вверх і вниз у багатоквартирному будинку, де проживав. За час своєї кар'єри мав кілька травм, як-от перелом ребра, з яким, щоправда, встановив світовий рекорд 2002 року.
За своє життя не любив давати інтерв'ю, часто відмовляючи журналістам, навіть таким як Джей Лено та Девід Леттерман. Ервін пропагував здоровий спосіб життя та до останніх днів активно проводив свій час.
Помер 10 березня 2006 року у віці 103 років. У нього залишилось двоє синів, які проживають в Австрії.